# Góry Północnomujskie
Góry Północnomujskie (ros. Северо-Муйский Хребет) – góry w azjatyckiej części Rosji, w Buriacji i obwodzie irkuckim. Są jednym z pasm Gór Stanowych.
Leżą pomiędzy górnym biegiem  Górnej Angary a doliną Mui; długość pasma ok. 350 km; najwyższy szczyt 2561 m n.p.m.  Sfałdowane podczas orogenezy bajkalskiej; zbudowane ze skał prekambryjskich (łupki metamorficzne, gnejsy, migmatyty). W niższych partiach tajga modrzewiowa, w wyższych limba syberyjska i tundra górska.
Przez Góry Północnomujskie prowadzi trasa BAM-u (Tunel Północnomujski).
Północną część gór zajmuje Rezerwat Witimski.